# Sagay (Camiguin)
Pour les articles homonymes, voir Sagay.
Sagay est une municipalité philippines de la province de Camiguin, située sur l’île du même nom juste au nord de l’île de Mindanao et baignée par la mer de Bohol.